# Les Plantades
Les Plantades és una partida en part constituïda per camps de conreu del terme municipal de Conca de Dalt, al Pallars Jussà, a l'antic terme de Toralla i Serradell, en el territori del poble d'Erinyà.
És al costat de llevant d'Erinyà, ran del poble, al nord-est de la Cua i al sud-oest de les Vies.